# Georges Skandar
Georges Skandar auch Georges Scandar (* 12. Mai 1927 in Zahlé, Libanon; † 15. Mai 2018) war erster Bischof der maronitischen Eparchie von Zahlé.

## Leben
Geboren wurde Georges Skandar in der mehrheitlich christlich-arabisch geprägten Stadt Zahlé. Die Priesterweihe empfing er am 13. Juni 1965 für die maronitische Eparchie Baalbek-Deir El-Ahmar.
Am 4. August 1977 wurde Georges Skandar durch Papst Paul VI. zum Bischof von Baalbek e Zahlé ernannt. Die Bischofsweihe spendete ihm der Maronitische Patriarch von Antiochien und des ganzen Orients, Anton Peter Kardinal Khoraiche, am 12. November 1977. Mitkonsekratoren waren der Erzbischof von Aleppo, Joseph Salamé, und der Bischof von Sidon, Ibrahim Hélou.
Am 9. Juni 1990 wurde Skandar durch Papst Johannes Paul II. zum ersten Bischof der mit gleichem Datum errichteten Eparchie Zahlé ernannt. Er leitete die neugegründete Eparchie zwölf Jahre lang, bis zu seiner Emeritierung am 12. September 2002, im Alter von 75 Jahren. sein altersbedingtes Rücktrittsgesuch nahm Johannes Paul II. an.